# Calorimetria isotermica di titolazione
La calorimetria isotermica di titolazione (in inglese, Isothermal Titration Calorimetry, ITC) è una tecnica calorimetrica sperimentale, frequentemente usata negli studi di biochimica fisica e di farmacologia, che permette di determinare quantitativamente in maniera diretta l'entalpia di unione di una molecola o di un complesso molecolare, in genere semplici, senza necessità di modelli o ipotesi aggiuntive, mediante la misura del calore liberato e assorbito a pressione costante durante una reazione disegnata specificamente per l'esperimento.

## Principio termodinamico
La tecnica ITC offre una misura diretta, a partire dalla stechiometria, dall'entalpia di formazione e dalla costante di unione dei legami molecolari. In questo modo è possibile calcolare l'energia di Gibbs della formazione dei legami, rappresentata da ΔG, e di conseguenza l'entropia del processo:
{\displaystyle \Delta G=-RT\ln {K_{a}}=\Delta H-T\Delta S}
dove Ka è la misura diretta dell'affinità di legame, R è la costante dei gas, T la temperatura in kelvin, ΔH l'entalpia e ΔS l'entropia.

### Applicazioni
ITC può essere usato per svolgere controllo qualità sulle sostanze per valutarne la purezza (valutando la temperatura di una transizione della sostanza in esame rispetto al riferimento). 
Può essere usata nello studio delle proteine per valutarne caratteristiche come la temperatura di melting, ma soprattutto si possono indagare affinità per ligandi specifici, oltre a numero di siti di legame presenti e costante di legame. In questa modalità si sfrutta l'iniezione di un ligando nella cella che già contiene la macromolecola target. Si procede poi con le misurazioni calorimetriche e si ottiene una curva con vari picchi, fino ad arrivare alla completa titolazione del ligando. Dai risultati sperimentali, dopo aver integrato rispetto al tempo si convertono i valori ottenuti in funzione delle moli di legante aggiunte. Questi grafici che rappresentano isoterme di legame (binding) permettono di ottenere un valore C che indica l'affinità di legame, il cui valore ottimale è tra 5 e 500. Si svolgono poi calcoli e si applica un fitting, e in conclusione si può valutare l'energia libera di Gibbs del processo. Il valore sarà dato dalla somma dei contributi entalpici e di quelli entropici.
Contributi entalpici: dati dall'energia di legami a idrogeno, protonazione e legami specifici.
Contributi entropici: dati dall'energia di interazioni idrofobiche, rilascio di acqua e/o ioni, e cambi conformazionali.